# Venizel
Venizel település Franciaországban, Aisne megyében. Lakosainak száma 1333 fő (2022. január 1.). Venizel Acy, Billy-sur-Aisne, Bucy-le-Long és Villeneuve-Saint-Germain községekkel határos.

## Népesség
A település népessége az elmúlt években az alábbi módon változott:
| Lakosok száma | 1532 | 1461 | 1522 | 1392 | 1342 | 1365 | 1378 | 1378 | 1363 | 1333 |
|               | 1968 | 1982 | 1990 | 2006 | 2013 | 2015 | 2017 | 2019 | 2020 | 2022 |